# Olle Lindqvist (konstnär)
Gerdt Olle Gunnar Lindqvist, född 20 juli 1944 i Malmö Sankt Johannes församling, död 2017 i Malmö, var en svensk konstnär.

## Biografi
Lindqvist studerade på Målarskolan Forum i Malmö under åren 1965–1968; parallellt med studierna arbetade han på Beckers Dekorima på Triangeln i Malmö med försäljning av konstnärsmateriel. Med tiden tog konstnärskapet över allt mer och Lindqvist kunde arbeta med sitt måleri på heltid. Hans första separatutställning var på Limhamns konstförening i Malmö 1973, vilken han återkom till 1979 och 1998. Från 1968 medverkade Lindqvist i en lång rad separat- och samlingsutställningar. Lindqvist engagerade sig i det skånska konstnärslivet som ekonomiansvarig Skåne-Småland på Konstnärscentrum Syd och var under en längre period sekreterare i Skånska Konstnärsklubben. Under senare delen av 1990-talet hade Lindqvist flera förtroendeuppdrag i Konstnärernas riksorganisations riksstyrelse och som konstnärsrepresentant i Sveriges Konstföreningars Riksförbund riksstyrelse.
Lindqvists konst är att betrakta som surrealism med klara färger och ofta med återkommande motiv som luftskepp, fartyg, segelbåtar och ånglok. Andra motiv är pyramider, pelare, himmel och hav. Lindqvist verkade hela sitt liv i Malmö och finns representerad på flera svenska museer, landsting och kommuner. Han tilldelades Malmö stads kulturstipendium 1982 och stipendium ur Erik och Frida Jönsson Minnesfond 1992.
Under sina verksamma år gjorde Lindqvist ett 15-tal offentliga utsmyckningar i Skåne, varav ett par på dåvarande Malmö Allmänna Sjukhus. Bland de mer uppmärksammade utsmyckningarna märks "Solglöd", en gavelmålning i Eslöv, kv. Timmermannen Kanalgatan (färdigställd 1986).
Fram till sin pension arbetade Lindqvist som konstkonsult inom Region Skåne och gjorde inköp av konst att ställa ut i offentliga rum inom sjukvården. Han är begravd på Östra kyrkogården i Malmö.

## Offentliga uppdrag

Detalj kulvertsystem Malmö Allmänna Sjukhus 1983

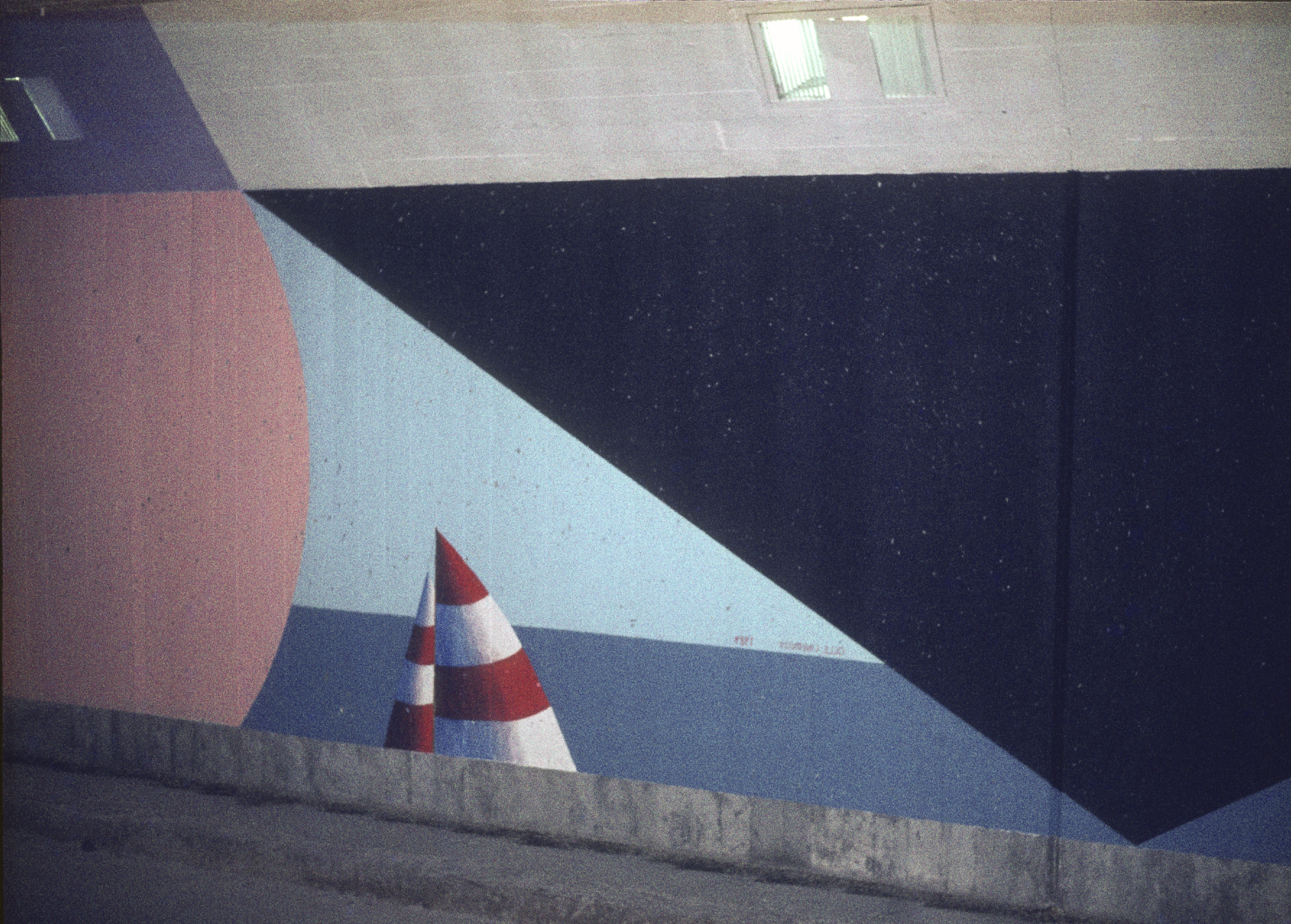
Gångtunnel Berga Helsingborg 1984

Gavelmålning "Solglöd" kv. Timmermannen Kanalgatan Eslöv 1986

- Elevmatsal Oxievångsskolan Malmö 1982
- Kulvertsystem Malmö allmänna sjukhus 1983
- Gångtunnel Berga Helsingborg 1984
- Arbetsförmedlingen Fosie Malmö 1985
- Entréplan HSB kv. Häggen Fridhemsgatan Ystad 1986
- Gavelmålning kv. Timmermannen Kanalgatan Eslöv 1986
- Trappuppgång Malmö allmänna sjukhus barnpsyk. 1987-1988
- Väntrum Specialisthuset Eslöv 1989-1990
- Matsal Lokalanstalten Halmstad 1990
- Lasarettet Röntgenavd. Landskrona 1993
- Entré Malmö allmänna sjukhus Barnpsyk. 1994
- Entré HSB Stenmården Malmö 1995
- MAS 124 Konferensrum Malmö allmänna sjukhus 1996

## Representerad
Olle Lindqvist är representerad på Arkiv för dekorativ konst Lund, Burlövs kommun, Eskilstuna kommun, Eslövs kommun, Folkets Husföreningarnas Riksorganisation,  Hallands landsting, Helsingborgs kommun, Huddinge Kulturnämnd, Jönköpings kommun, Kristianstads läns landsting,  Malmö kommun, Malmö Konstnämnd, Malmö museum, Malmöhus läns landsting, Region Skåne, Statens konstråd, Stockholms läns landsting, Varbergs kommun, Älvsborgs läns landsting